# Lillian Gish
Lillian Diana Gish, född 14 oktober 1893 i Springfield, Ohio, död 27 februari 1993 i New York, var en amerikansk skådespelare. Hon var äldre syster till Dorothy Gish. Lillian Gishs filmkarriär sträckte sig över 75 år, från 1912, i stumfilmskortfilmer fram till 1987. Hon kallades "First Lady of American Cinema" och var med och skapade grundläggande tekniker för framträdanden på vita duken, som vid tiden var en nyfödd konstform.
Gish var stor filmstjärna från 1912 fram till och med 1920-talet, särskilt sammankopplad med regissören D.W. Griffiths filmer, däribland hennes huvudroll i hans stora kassasuccé, den nyskapande Nationens födelse (1915). Då ljudfilmen var i sin linda återgick hon till teaterscenen och uppträdde sedan sällan i filmer, men gjorde bland annat roller i den kontroversiella västern Duell i solen (1946) och thrillern Trasdockan (1955). Gish gjorde även insatser på tv från början av 1950-talet fram till 1980-talet och avslutade sin karriär med att spela mot Bette Davis i Sensommardagar 1987. På senare år blev Lillian Gish en engagerad förespråkare för att uppvärdera och bevara stumfilm. Gish rankades år 1999 som nummer 17 på AFI's 100 Years...100 Stars lista över filmstjärnor från Hollywoods klassiska era. 

## Biografi
Lillian Gish gjorde scendebut som femåring 1898. Hon kallades för "Baby Lillian" och reste runt med skådespelarsällskap tillsammans med sin mor och syster. 1901–1914 gjorde hon en mängd barnroller på talscenen, men övergick 1914 helt till filmen.
Hon filmdebuterade 1912 i kortfilmen An Unseen Enemy och slog igenom 1915 i Nationens födelse, i rollen som nordstatsflickan Elsie Stoneman. Lillian Gish var en av stumfilmens allra största stjärnor och representerade den tidens kvinnoideal – ljuv, spröd och hjälplös. Gishs mest minnesvärda roll är som Lucy i Broken Blossoms – hennes tysta, återhållna utspel när hon gömmer sig i garderoben och dörren slås sönder av hennes berusade far. 

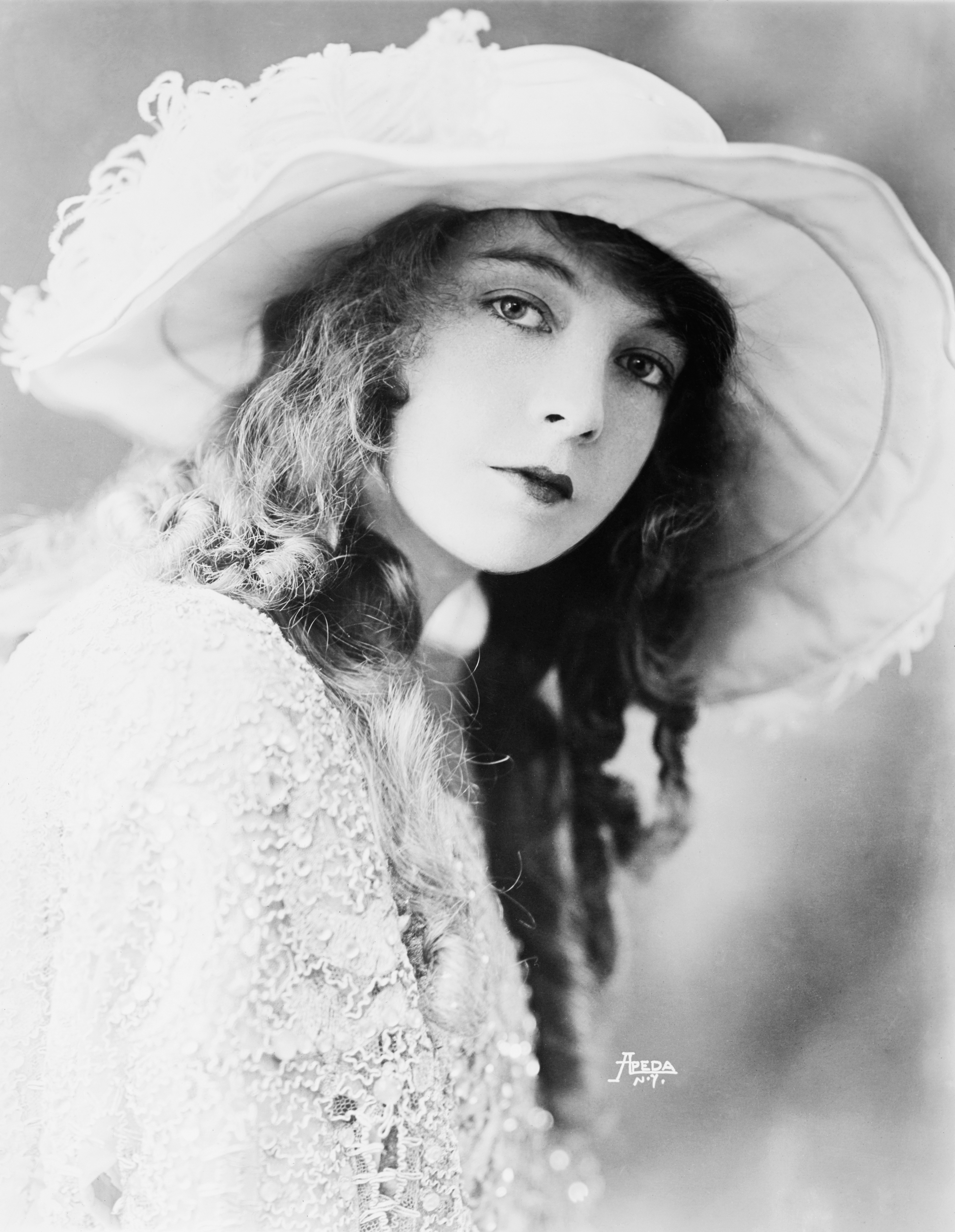
Lillian Gish 1921.

Gish hade även stora framgångar på scenen – hon var stjärna i över 50 Broadwayproduktioner, bland annat spelade hon Ofelia mot John Gielgud i Hamlet 1936. Lillian Gish Oscarnominerades för bästa kvinnliga biroll 1946 för Duell i solen. 1970 erhöll hon en heders-Oscar, och 1984 fick hon en livsverksbelöning av det amerikanska filminstitutet. Hon avslutade sin 66 år långa filmkarriär med Lindsay Andersons Sensommardagar (1987), i vilken hon spelade mot Bette Davis. Vid 93 års ålder gjorde detta henne till den äldsta skådespelerskan att spela huvudrollen i en film. 
1969 utgav Gish sin självbiografi, The Movies, Mr Griffith and Me. Hon förblev ogift. Tillsammans med sin syster instiftade hon Dorothy och Lillian Gish-priset.

## Filmografi i urval
- 1912 – An Unseen Enemy (kortfilm)
- 1913 – The Battle at Elderbush Gulch
- 1914 – Home, Sweet Home
- 1915 – Nationens födelse
- 1915 – The Lily and the Rose
- 1916 – Intolerance
- 1918 – Världens hjärtan
- 1919 – Broken Blossoms
- 1920 – Genom stormen
- 1923 – Vita systern
- 1926 – Bohéme
- 1926 – Den röda bokstaven
- 1927 – Annie Laurie
- 1928 – Stormen
- 1946 – Duell i solen
- 1949 – Porträtt av Jennie
- 1955 – Spindelnätet
- 1955 – Trasdockan
- 1958 – Order att döda
- 1960 – De oförsonliga
- 1964 – The Alfred Hitchcock Hour (TV-serie)
- 1967 – Den onda ön
- 1969 – Arsenic and Old Lace (TV-film)
- 1978 – Oh, vilket bröllop
- 1981 – Kärlek ombord (TV-serie)
- 1986 – Ljuva frihet
- 1987 – Sensommardagar

## Teater

### Roller
| År   | Roll              | Produktion                                 | Regi           | Teater                          |
| ---- | ----------------- | ------------------------------------------ | -------------- | ------------------------------- |
| 1968 | Margaret Garrison | I Never Sang for My Father Robert Anderson | Alan Schneider | Longacre Theatre, New York, USA |